# Bedřich Beneš Buchlovan
Bedřich Beneš Buchlovan (21. dubna 1885, Tučapy – 9. září 1953, Uherské Hradiště), vlastním jménem Bedřich Beneš, byl moravský učitel, spisovatel, překladatel z němčiny a polštiny a knihovník.

## Život
Narodil se v rodině učitele Bartoloměje Beneše a Marie rozené Novákové. Měl dva mladší sourozence: Zdenku (1887) a Miroslava (1889–1889). R. 1911 se oženil s Miladou rozenou Hanákovou (zemřela 1918) s níž měl dva syny: Ivana (1912) a Milana (1916–1942). Z druhého manželství (svatba 1919) s Marií rozenou Ondráčkovou (1895–1979), měl Ludmilu (1919–1921), Dušana (1920–2007) a Marylu (1922–1937).
Bedřich Beneš po maturitě na reálném gymnáziu v Uherském Hradišti šel ve šlépějích svého otce a pokračoval ve studiu na učitelském ústavu v Kroměříži (1901–1905).
Po studiu učil postupně v Břestku (od r. 1906), Zlechově (od r. 1908), Buchlovicích (od r. 1914), Bzenci (od r. 1916) a v Uherském Hradišti (od r. 1918). Inspirován Buchlovicemi začal ke svému jménu připojovat přídomek Buchlovan. R. 1918 se natrvalo přestěhoval do Uherského Hradiště, kde svou profesi spojil s městskou knihovnou (1927–1940) a pak znovu (1945–1950). R. 1920 vystoupil z církve katolické. V letech 1939–1942 byl ředitelem měšťanky ve Starém Městě.
V letech (1930–1941) redigoval periodikum Bibliofil. Pro Výstavu Slovácka 1937 připravil její katalog. Pro svou bohatou tvorbu byl uznávaným členem Moravského kola spisovatelů (1913–1948). Byl autorem 70 beletristických titulů, 8 překladových knih z polštiny a němčiny a 30 odborných publikací o literatuře, výtvarném umění a krajových průvodců. Ještě v roce 1953 pořádal ve Slováckém muzeu výstavu ke stému výročí vydání Kytice.
Jeho život provázely osobní tragédie. První syn zemřel již ve věku dvou let, Milan Beneš, který se stal také učitelem, byl umučen v koncentračním táboře. Zemřela i jeho první žena. Dcera z druhého manželství zemřela v patnácti letech.
Měl zálibu ve sbírání ex libris a grafiky, v letech 1930–1941 byl redaktorem časopisu Bibliofil. Tato sbírka je dnes ve fondu Galerie výtvarného umění v Ostravě   Používal pseudonymy: Beneš Buchlovský, Beneš z Kola, Ben Walther, Benno Boria, B. Wolfram-Neděle.
Ve své době představoval výraznou osobnost kulturního života v Uherském Hradišti. Vynikl jako znalec a vydavatel místních pověstí.

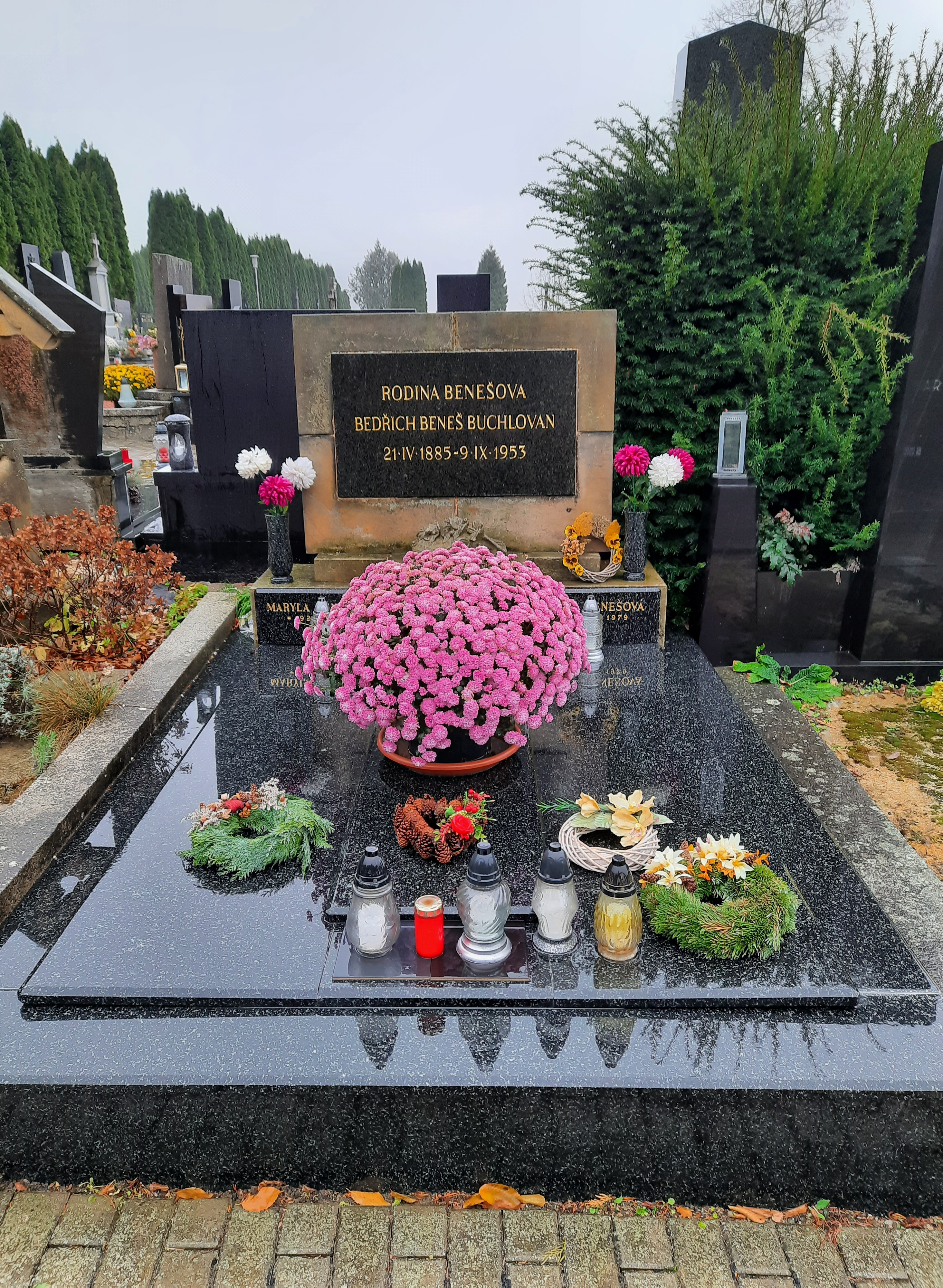
Hrobka rodiny B. Beneše Buchlovana na hřbitově v Mařaticích

Zemřel 9. září 1953 v Uherském Hradišti a byl pohřben v rodinné hrobce na hlavním městském hřbitově v Mařaticích. Literární pozůstalost je uložena ve Slováckém muzeu v Uherském Hradišti.

## Dílo
Jako spisovatel se věnoval poezii i próze. Sepsal povídky z hradišťského kraje, životopisy spisovatelů a malířů 19. století. V roce 1992 byla Okresní knihovna v Uherském Hradišti přejmenována na Knihovnu Bedřicha Beneše Buchlovana.

### Próza
- Za naším huménkem: povídky o dětech – Uherské Hradiště: Ferdinand Sukaný, 1912
- Z našeho deníčku: co psaly děti – Bystřice pod Hostýnem: Karel Svoboda, 1914
- Buchlovská knížka: pověsti – vyzdobil Karel Dvořáček. Bzenec: Karel Dvořáček, 1918
- Kvítí různých zahrad: sborník původních prací literárních a uměleckých – BBB et al. Prostějov: Beseda, 1920
- Sedm synků Jestřábíků: povídky o dětech – Brno: Karel Dvořáček, 1921
- Povídky o malířích – 1921
- Halouzka s deseti lístky – Praha: Ústřední nakladatelství a knihkupectví učitelstva československého, 1925
- Nejposlednější dobrodružství Leona Cliftona – s kresbami Jana Konůpka. Praha: Josef Hladký, 1925
- Rozličné čtení – Praha: Státní nakladatelství, 1925
- Krymský zajatec a jiné příběhy – obrázky kreslil Alois Moravec. Praha: J. Hladký, 1926
- Sedm očí naproti – frontispice a vignety nakreslil a obálku navrhl Ruda Kubíček. Brno: Moravské kolo spisovatelů (MKS), 1927
- Povídečka – vyzdobil Ruda Kubíček. Uherské Hradiště: soukromý tisk, 1928
- Pěkně vás vítám – Bedřich Beneš-Buchlovan (dále BBB); Prapor – Melchiori; z italštiny Mirča. Hranice: J. Hladký, 1928
- Besídky o básnících – Hradec Králové: A. Novotný, 1930
- Oživené kameny a střípky: obrázky z dávnověku – kresby Jana Konůpka. Brno: Ústřední spolek jednot učitelských (ÚSJU), 1930
- Ožehnutí – Brno: MKS, 1931
- O třech bosých detektivech – ilustroval M. Paša. Praha: Josef Hokr, 1933?
- Podívat se do Bylan: román – Praha: Vilém Šmidt, 1948
- Pověsti hradu Buchlova – Uh. Hradiště: Regnum Dei-Rd, 1998
- Na holém kopci – ilustrovala Kamila Brůčková. Uh. Hradiště: Knihovna BBB, 2015 [První vydání vyšlo pod názvem Oživené kameny a střípky]

### Poezie
- Marcel Schlaf, jeho sny, pokoušení a dekadence, jakož i k rozumnému životu navrácení – Přerov: František Radoušek, 1907
- Knížka básní didaktických: satiry – Uherské Hradiště: v. n., 1909
- Prastrýce Jáchyma Beneše, houslařského tovaryše, cesta na zkušenou – Přerov: 1917
- O malíři, Polušce a paní – Brno: Moravské kolo spisovatelů, 1924
- Čtverozvuk – František Taufer, BBB, Vojtěch Martínek, Adolf Veselý. Brno: MKS, 1926

### Dramatické práce
- Pan Rinald a Reginald: loutková hra ve 3 jednáních – Praha-Žižkov: Alexander Storch, 1916
- Polykrates: loutková hra ve 3 jednáních – Praha: Antonín Münzberg, 1916
- Šestipramenný svazeček loutkových her – Praha: Dědictví Komenského, 1916
- Inženýr Robur: loutková hra ve 3 jednáních – Praha: A. Münzberg, 1917
- Zbojníci v lese durynském: loutková hra ve 3 jednáních – Praha: A. Münzberg, 1917
- Loutkové hry ze Shakespeara – Vršovice: Jaroslav Procházka, 1917
- Anička bojovnice: loutková hra ve 3 dějstvích – Brno: Tulla Číhařová-Odehnalová, 1919
- Brněnský drak: loutková hra o 3 dějstvích. Brno: T. Číhařová-Odehnalová, 1920
- Oslavná scéna ke stému výročí narozenin Boženy Němcové – Brno: T. Číhařová-Odehnalová, 1920
- Turek a krásná Katerinka: loutková hra ve 3 jednáních – Brno: T. Číhařová-Odehnalová, 1920
- Tři stínohry – Choceň: Loutkář, 1921
- Desítka her pro maličké – Choceň: Loutkář, 1925
- Don Šajn; Don Quijote; Kejklíř Matičky Boží: tři loutkové hry – Praha: Jindřich Veselý, 1930

### Studie
- Barunčin podzim: o Boženě Němcové – Bzenec: v. n., 1917
- Za národní písní: o K. J. Erbenovi – Bzenec: v. n., 1917
- Humor na trpkých rtech: o Janu Nerudovi – Bzenec: v. n, 1917
- Blaho v zahradě kvetoucích broskví: o Juliu Zeyerovi – Bzenec: v. n., 1918
- Brixenský mučedník: o Karlu Havlíčkovi – Bzenec: v. n., 1918
- Kníže básníků: o Jaroslavu Vrchlickém – Bzenec: v. n., 1918
- Za mořem: o Josefu Václavu Sládkovi – Bzenec: v. n., 1918
- Věštec slovanský: O Janu Kollárovi – Brno: v. n., 1919
- Z tanečních hodin: O Karolině Světlé – Bzenec: v. n., 1919
- Josef Mánes: povídka o malíři pražského orloje: ke stým narozeninám velikého malíře – Praha: Vinohrady: Josef Hladký, 1920
- Blažený den: O Aloisi Jiráskovi – Brno: Karel Dvořáček, 1920
- Litoměřický požár: o Karlu Hynku Máchovi – Brno: K. Dvořáček, 1920
- Hlídka na Dunaji: o J. S. Macharovi – Brno: K. Dvořáček, 1921
- Besídka Prolog a Epilog: sto let českého básnictví – Brno: K. Dvořáček, 1921
- Hlas Tatry: slovenští básníci – Brno: K. Dvořáček, 1921
- Joža Uprka: k jeho šedesátce: o malíři Slovácka – Praha: Josef Hladký, 1921
- Pět obrázků o Karlu Havlíčkovi Borovském – Praha: Státní nakladatelství, 1921
- Plachý samotář: o Svatopluku Čechovi – Brno: K. Dvořáček, 1921
- Strakonická idylka: o F. L. Čelakovském – Brno: K. Dvořáček, 1921
- Moje barva červená a bílá: povídka o Karlu Havlíčkovi Borovském – Ilustroval a obálku navrhl prof. O. Cihelka. Brno: Epos, 1932
- Ta hradišťská brána: o umělcích, kteří tudy šli – Uh. Hradiště: A. Kiesswetter, 1933
- Náš druhý president knihomil – Praha: s. n., 1935
- O malíři Slovácka. Vyprávění o Jožovi Uprkovi, Uherské Hradiště 1940
- Soupis knižní ilustrace Adolfa Kašpara, Praha 1942
- Nezávislé závislosti. Capriccio na okraj leptů Jana Konůpka, Praha 1946
- Josef Hodek: malíř a grafik; s B. Polanem. Plzeň: 1947
- Zlatá kaplička nad Vltavou: povídky o mistrech české opery – kresbami vyzdobil Stanislav Kulhánek. Praha: Vilém Šmidt, 1948
- Vlastivědný sborník okresu uhersko-hradištského – [Antonín Řihák; Literární slovníček hradišťského okresu – Bedřich Beneš Buchlovan; Ladislav Hosák, Vilém Hrubý, Josef Hubáček, Tomáš Loprais, Josef Pospíšil, Vojslava Pruchová, Jaroslav Němec, Jiří Radimský]. Uh. Hradiště: Vlastivědná sekce Okresní osvětové rady, 1948
- Villon: básník – šibenec – úvod Bohumil Marčák. Uh. Hradiště: Knihovna BBB, 1993

### Překlady
- Soud: román, KDA – Stanisław Przybyszewski. Praha, Kamilla Neumannová, 1917
- Anhelli – Juliusz Słowacki. Praha: Jan Otto, 1919
- Protesilas a Laodamie: tragédie – Stanisław Wyspiański. 1920
- Příhody barona Prášila, Josef Hladký, Praha 1924, přeložil Bedřich Beneš Buchlovan.
- Lambro, povstalec řecký – Julius Slowacki. Praha: Jan Otto, 1926
- Loreley – Heinrich Heine; kreslil Jan Konůpek. Uherské Hradiště: v. n., 1928
- Romancero: kniha historií – Heinrich Heine. Praha: Václav Petr, 1929
- Básník a buřič: (vypravování o děkabristovi) – Jurij Tynjanov; překlad A. Pohla; s doslovem Bohumila Mathesia; verše přeložil BBB. Praha: Melantrich, 1931

### Bibliofilie/Ex libris
- Josef Váchal, grafik – Uherské Hradiště-Zlechov: Trojrám, 1914
- Kratochvilný příběh Lva Kefase Výtečníka, ...: satirická báseň – Buchlovice: Trojrám, 1914
- Měsíce: cyklus dřevorytů – M. Podhajská; BBB napsal úvod. Buchlovice: Josef Hladký, 1919
- Soubor knižních značek Josefa Hodka: dvanáct dřevorytů: 1919–1920 – úvod BBB. Praha: J. Hladký, 1920?
- Moderní česká exlibris: poznámky sběratelovy – Praha: Kroužek českých exlibristů, 1926
- Bibliofilský půltucet z Moravy – účastníkům prvního zájezdu moravských bibliofilů do Olomouce dne 17. května 1928 věnuje BBB
- Soubor deseti ex libris, původních dřevorytů – Josef Hrubý; BBB napsal úvod. Praha: v. n., 1927
- Nejpěknější povídečka o Marylce. bibliofílie – Nový Jičín: 1928
- Bibliofilům k večeři 3.11.1928 [grafika] – R. Kubíček, BBB. V. n., 1928
- Soubor dvaceti knižních značek Jana Šembery z let 1925–1927 – BBB napsal úvod. Brno: J. Šembera, 1928
- Pamětní list prvé schůzky moravských bibliofilů a exlibristů: v Olomouci dne 17. května 1928 – autoři textů: BBB, Otto F. Babler; dřevoryty přispěli Ruda Kubíček, Arnošt Hrabal, Karel Němec; autoři básní: Vojtěch Martínek, Oldřich Zemek, Alfons Sedláček. Olomouc: v. n., 1928
- Balada o sběrateli exlibris – s dřevoryty Josefa Hodka; prvních padesát výtisků do kůže svázal knihař Karel Šilinger v Plzni. Hranice: Josef Hladký, 1928
- Pamětní list ... schůzky Moravských bibliografů – dřevorytem doprovodili M. Mrkvičková-Hlobilová, Ferdiš Duša; za redakce BBB; v úpravě Rudy Kubíčka; suchou jehlou doprovodil Alois Fišárek; dřevoryty vyzdobil a typografickou úpravu navrhl Petr Dillinger. Uherské Hradiště: 1928–1938
- Zápisník zmizelého: básně samoukovy: bibliofilie – pro toto vydání Zápisníku zmizelého, cyklu písní neznámého autora-samouka, upravil text a předmluvu napsal BBB. Plzeň: Josef Hodek, 1928
- Druhý soubor ex libris: litografie – Ruda Kubíček; úvodní slovo napsal BBB. Uherské Hradiště: R. Kubíček, 1929
- Pamětní list druhé schůzky moravských bibliofilů a exlibristů v Kroměříži 12. V. 1929 – redakci vedli BBB a Josef Hladký; dřevoryty K. Tondla, K. Mináře a K. Svolinského. Hranice: 1929
- Padesátka z mého maroquinového zápisníčku: bibliofilie – kresba a typografická úprava Karla Svolinského. Hranice: J. Hladký, 1930
- Odběhlá matka: bibliofilie – z moravských národních písní s nápěvy sebraných od Fr. Sušila; text přehlédl BBB. Uh. Hradiště: Klub přátel umění, 1930
- Pamětní list schůzky moravských bibliofilů a exlibristů ... – redakce BBB; úprava Ruda Kubíček. Uherské Hradiště: s. n., 1930
- Věnováno přátelům knih a ex libris na III. sjezdu moravských bibliofilů Uherského Hradiště 8. VI. 1930: Exlibris BBB: kresby umělců: Vojtěch Preissig, Eduard Milén, Josef Vlček, Ruda Kubíček, Emanuel Frinta. Uherské Hradiště: BBB, 1930
- Pamětní list třetí schůzky moravských bibliofilů a exlibristů – za redakce BBB. Uh. Hradiště: 1930
- Bibliofil: časopis pro pěknou knihu a její úpravu. Ročník VIII – O. F. Babler, BBB, Alois Fosek, Josef Hladký, Jaroslav Krejzlík, Ruda Kubíček, Edward Kvasnička, J. H. Štěrba, Stanislav Švehla; redaktor BBB. Uh. Hradiště, SMK, 1931
- Na besedě u bratislavských bibliofilů: k valné hromadě 1931 ... – BBB. Bratislava: Spolok bibliofilov na Slovensku, 1931
- Lístky z malé kartotéky: [Stovka. Stožár. Zodiak. Philobiblon. Réva. Rozmarýn. Sad. Vinice. Trianon. Non multis ...] – BBB a Karel Jaroň věnují k VII. bibliofilskému večeru v Praze dne 31. října 1931; s kresbou Mikuláše Galandy ... Praha: s. n., 1931
- Moravská pětiletka bibliofilská 1928–1932: soupis tisků moravské pětiletky – Bzenec: s. n., 1932
- Ex libris: soubor 10 linorytů – Jaro Beran: předmluvu napsal BBB. Kristiánov: Lange a Scheybal, 1932
- Třetí soubor ex libris: litografie – Ruda Kubíček. Uh. Hradiště: Ruda Kubíček, 1932
- Bibliofil: časopis pro pěknou knihu a její úpravu. Roč. 9 – redaktor BBB. Uh. Hradiště: s. n., 1932
- Pamětní list páté schůzky moravských bibliofilů a exlibristů – za redakce BBB. Brno: Spolek moravských bibliofilů a exlibristů: Hranice: s. n., 1932
- Mikoláš Aleš a bibliofilové – 1932
- Bibliofil: časopis pro pěknou knihu a její úpravu. XI – vydává SMK: O. F. Babler, BBB, Jar. Krejzlík, Ruda Kubíček, E. Kvasnička, Jindřich Spáčil, J. H. Štěrba, Stanislav Švehla; redaktor BBB. Uh. Hradiště: SMK, 1934
- Hostina bibliofilů – BBB; k jubilejnímu desátému bibliofilskému večeru Spolku Českých Bibliofilů v Praze 3. listopadu 1934 připravili tento soukromý neprodejný tisk knihomilové z Moravy [F. Bartoš, K. Bartoš, BBB, Petr Dillinger, Otto Sova, J. H. Štěrba, Ing. St. Švehla, Jan Žižka; litografiemi vyzdobil a upravil Petr Dillinger, litografie vytiskl Vojtěch Chajda ... ]. Přerov: Knihomilové z Moravy, 1934
- O zlatý pohár bibliofilů [... vytvořeno pro VI. schůzku moravských bibliofilů a exlibristů v Přerově v neděli 20. května 1934 ... – BBB; věnovali knihomilové z Uherského Hradiště: BBB, Mája Fišerová, František Jilík ...
- Soupis díla Petra Bezruče: 1899–1934: knihy a bibliofilské tisky sestavil BBB; dřevorytem vyzdobil V. Bilovský: Moravská Ostrava: Bohuslav Bezecný, 1934
- Pamětní list šesté schůzky moravských bibliofilů a exlibristů – uspořádal BBB; dřevorytem doprovodila M. Mrkvičková-Hlobilová. Hranice: 1934
- Patnáct knižních značek – Jaro Beran; úvod BBB. Liberec: J. Beran, 1935
- Pamětní list 7. schůzky moravských bibliofilů a exlibristů – uspořádal BBB; perovou kresbou doprovodil Oldřich Gajdoš. Hranice: Družstvo knihtiskárny, 1935
- Vybrané knižní značky sběratele Bedřicha Beneše Buchlovana – Klub bibliofilů a přátel drobné grafiky na Moravě, 1954
- Já sběratel: bibliofilie – Uh. Hradiště: Sdružený ZK ROH, 1963
- Zajatec Armidy, aneb, Má přemilá krasopaní Knihoslava – Bedřich Beneš Buchlovan; odpovědná redakce Filip Hynek s kolektivem; přebal, typografie a výtvarná redakce Martin Dyrynk; technická redakce Eva Kovaříková: Praha: Spolek českých bibliofilů, 2018[6]

### Jiné
- Pokladnice slohu slováckého dítěte: (z okresu uhersko hradišťského) – k tisku upravil M. Dobiáš; BBB přispěl. Bzenec: Karel Dvořáček, 1919
- V lese: cyklus osmi litografií – Josef Hodek; básnická improvizace BBB. Praha: J. Hladký, 1920
- Nástin hejtmanství uhersko-hradištského pro žactvo škol obecných – BBB sestavil. Uherské Hradiště: A. Kiesswetter, 1921
- Uherské Hradiště: cyklus 10 obrázků – Stanislav Lolek; za péče Klubu přátel umění v úpravě Rudy Kubíčka. Uherské Hradiště: A. Kiesswetter, 1921
- Čítanka pro dívčí odborné školy rodinné. Díl I. – sestavili BBB a Marie Benešová. Praha: Státní nakladatelství, 1923
- Na slovácké dědině – ze zápisků Josefa Hodka vydal BBB; obrázky nakreslil František Hlavica. Uherské Hradiště: A. Kiesswetter, 1923
- Katalog výstavy akademického malíře Al. Schneiderky – Uherské Hradiště: prosinec 1924
- Nástin okresu uhersko-hradišťského – pro žactvo škol obecných stručně sestavil BBB. Uherské Hradiště: A. Kiesswetter, 1929
- Novoroční knížka Josefa Hladkého na rok 1930 – sepsaná BBB a vypravená Karlem Svolinským
- Planetarium čili stoletý kalendář Josefa Hladkého [na roky 1931, 1932, 1933, 1934, 1935, 1936, 1937 ... vydal jako svůj 10. soukromý tisk a posílá ... přátelům a odběratelům edicí se srdečným pozdravem a s přáním radostného nového roku 1931 Josef Hladký ... – text sepsal BBB; kresby a typografická úprava Karla Svolinského ... Hranice: J. Hladký, 1930
- Okolo Hradišťa: feuilleton otištěný v Lidových novinách dne 16. června 1912 pod značkou T – Rudolf Těsnohlídek; k edici připravil BBB. Brno: Moravská Unie, 1930
- Katalog výstavy Jiřího Heřmana – BBB. Uh. Hradiště: Slovácké muzeum, 1931
- Čtyři dopisy – ...uveřejňuje BBB ... v úpravě Karla Svolinského. Uh. Hradiště: BBB, 1931
- Grafické opojení – s kresbami Jana Konůpka. Praha: Průmyslová tiskárna, 1932
- 50 let státního československého reálného gymnasia v Uh. Hradišti v červnu 1934: vydáno k oslavě 50. výročí první české střední školy na Slovácku – za redakce BBB, Františka Jilíka a Alexandra Misaře. Uh. Hradiště: 1934
- Uherské Hradiště, město a okres – Chefredaktor Robert Jarušek; redakční rada BBB ... Brno: Národohospodářská propagace ČSR, 1934
- Vlastivědné čtení z pověstí hradištského okresu – sebralo učitelstvo okresu, uspořádal BBB; s kresbami Jiřího Heřmana. Uh. Hradiště: Komenský, 1935
- Záznamy o díle Josefa Váchala – [Edice Trojrám – BBB]. Brno: 1947
- Putovník po hradištském Slovácku – sestavil. Uh. Hradiště: Národohospodářský poradní sbor při ONV, 1948
- Akademický malíř Jiří Heřman 1892–1952: k zahájení jubilejní výstavy ve Slováckém museu v Uherském Hradišti dne 27. 4. 1952 – BBB. Uh. Hradiště: Slovácké museum, 1952

### Veřejně přístupné na internetu
- Josef Mánes: povídka o malíři pražského orloje – Praha: Josef Hladký, 1920[7]
- O malíři Polušce a paní: báseň – Brno: MKS, 1924[8]
- Besídky o básnících – Hradec Králové: A. Novotný, 1930[9]
- Putovník po hradištském Slovácku – Uherské Hradiště: ONV, 1948[10]